# Romblon
Romblon è una municipalità di quarta classe delle Filippine, capoluogo della provincia omonima, nella regione di Mimaropa.
Romblon è formata da 31 baranggay:
- Agbaluto
- Agpanabat
- Agbudia
- Agnaga
- Agnay
- Agnipa
- Agtongo
- Alad
- Bagacay
- Barangay I (Pob.)
- Barangay II (Pob.)
- Barangay III (Pob.)
- Barangay IV (Pob.)
- Cajimos
- Calabogo
- Capaclan

- Cobrador (Naguso)
- Ginablan
- Guimpingan
- Ilauran
- Lamao
- Li-o
- Logbon
- Lonos
- Lunas
- Macalas
- Mapula
- Palje
- Sablayan
- Sawang
- Tambac